# Brouzet-lès-Alès
Pour les articles homonymes, voir Brouzet.
Brouzet-lès-Alès est une commune française située dans le nord du département du Gard, en région Occitanie.
Exposée à un climat méditerranéen, elle est drainée par l'Alauzène et par deux autres cours d'eau. La commune possède un patrimoine naturel remarquable : un site Natura 2000 (les « garrigues de Lussan ») et deux zones naturelles d'intérêt écologique, faunistique et floristique.
Brouzet-lès-Alès est une commune rurale qui compte 681 habitants en 2022, après avoir connu une forte hausse de la population depuis 1962. Elle fait partie de l'aire d'attraction d'Alès. Ses habitants sont appelés les Brouzetains et Brouzetaines.

## Géographie
|                          | Navacelles       | Bouquet |
| Les Plans                | Brouzet-lès-Alès |         |
| Saint-Just-et-Vacquières |                  | Seynes  |

### Localisation
Le village est situé à 15 km à l'est de la ville d'Alès, proche de la route reliant Alès à Bagnols-sur-Cèze.

### Hydrographie et relief
Sur la commune de Brouzet se trouve le mont Bouquet qui culmine à 631 mètres. Appelé aussi « le Guidon du Bouquet », il permettait aux voyageurs de se guider et a été utilisé par Cassini pour dresser la carte de France par triangulation. C'est un massif calcaire avec chênes verts, buis et chêne blanc. Depuis ce belvédère naturel, une table d'orientation permet d'embrasser un panorama exceptionnel. On s'y rend par la route qui grimpe depuis Brouzet.

### Climat
Pour des articles plus généraux, voir Climat de l'Occitanie et Climat du Gard.
En 2010, le climat de la commune est de type climat méditerranéen franc, selon une étude s'appuyant sur une série de données couvrant la période 1971-2000. En 2020, Météo-France publie une typologie des climats de la France métropolitaine dans laquelle la commune est exposée à un climat méditerranéen et est dans la région climatique Provence, Languedoc-Roussillon, caractérisée par une pluviométrie faible en été, un très bon ensoleillement (2 600 h/an), un été chaud (21,5 °C), un air très sec en été, sec en toutes saisons, des vents forts (fréquence de 40 à 50 % de vents > 5 m/s) et peu de brouillards.
Pour la période 1971-2000, la température annuelle moyenne est de 12,7 °C, avec une amplitude thermique annuelle de 16,8 °C. Le cumul annuel moyen de précipitations est de 1 074 mm, avec 7 jours de précipitations en janvier et 3,6 jours en juillet. Pour la période 1991-2020, la température moyenne annuelle observée sur la station météorologique installée sur la commune est de 13,5 °C et le cumul annuel moyen de précipitations est de 923,9 mm,. Pour l'avenir, les paramètres climatiques de la commune estimés pour 2050 selon différents scénarios d'émission de gaz à effet de serre sont consultables sur un site dédié publié par Météo-France en novembre 2022.
| Mois                                  | jan.          | fév.           | mars          | avril         | mai           | juin          | jui.          | août          | sep.          | oct.          | nov.          | déc.          | année      |
| ------------------------------------- | ------------- | -------------- | ------------- | ------------- | ------------- | ------------- | ------------- | ------------- | ------------- | ------------- | ------------- | ------------- | ---------- |
| Température minimale moyenne (°C)     | 2,5           | 2              | 5,1           | 7,8           | 10,6          | 14,9          | 17,3          | 17,2          | 14,2          | 10,6          | 6,4           | 3,9           | 9,4        |
| Température moyenne (°C)              | 5,4           | 5,5            | 9,3           | 12,2          | 15,4          | 20,1          | 22,9          | 22,6          | 18,8          | 14            | 9,1           | 6,6           | 13,5       |
| Température maximale moyenne (°C)     | 8,2           | 9              | 13,4          | 16,6          | 20,1          | 25,3          | 28,6          | 28            | 23,3          | 17,4          | 11,9          | 9,3           | 17,6       |
| Record de froid (°C) date du record   | −6,4 18.01.13 | −11,7 05.02.12 | −3,8 15.03.13 | −1,4 07.04.21 | 2,2 01.05.17  | 6,9 01.06.11  | 10,5 01.07.17 | 9,6 27.08.11  | 4,9 27.09.20  | −0,7 29.10.12 | −4,1 27.11.13 | −4,5 12.12.12 | −11,7 2012 |
| Record de chaleur (°C) date du record | 19 01.01.22   | 21,4 24.02.20  | 24 31.03.12   | 27 09.04.11   | 30,1 24.05.11 | 39,8 28.06.19 | 35,9 22.07.19 | 37,5 04.08.17 | 33,6 04.09.16 | 28,2 02.10.11 | 21,5 16.11.15 | 17,5 31.12.21 | 39,8 2019  |
| Précipitations (mm)                   | 79,2          | 54,2           | 80,1          | 82,7          | 59,8          | 46,5          | 49            | 55,4          | 99            | 112,3         | 156,6         | 49,1          | 923,9      |

### Milieux naturels et biodiversité

#### Réseau Natura 2000

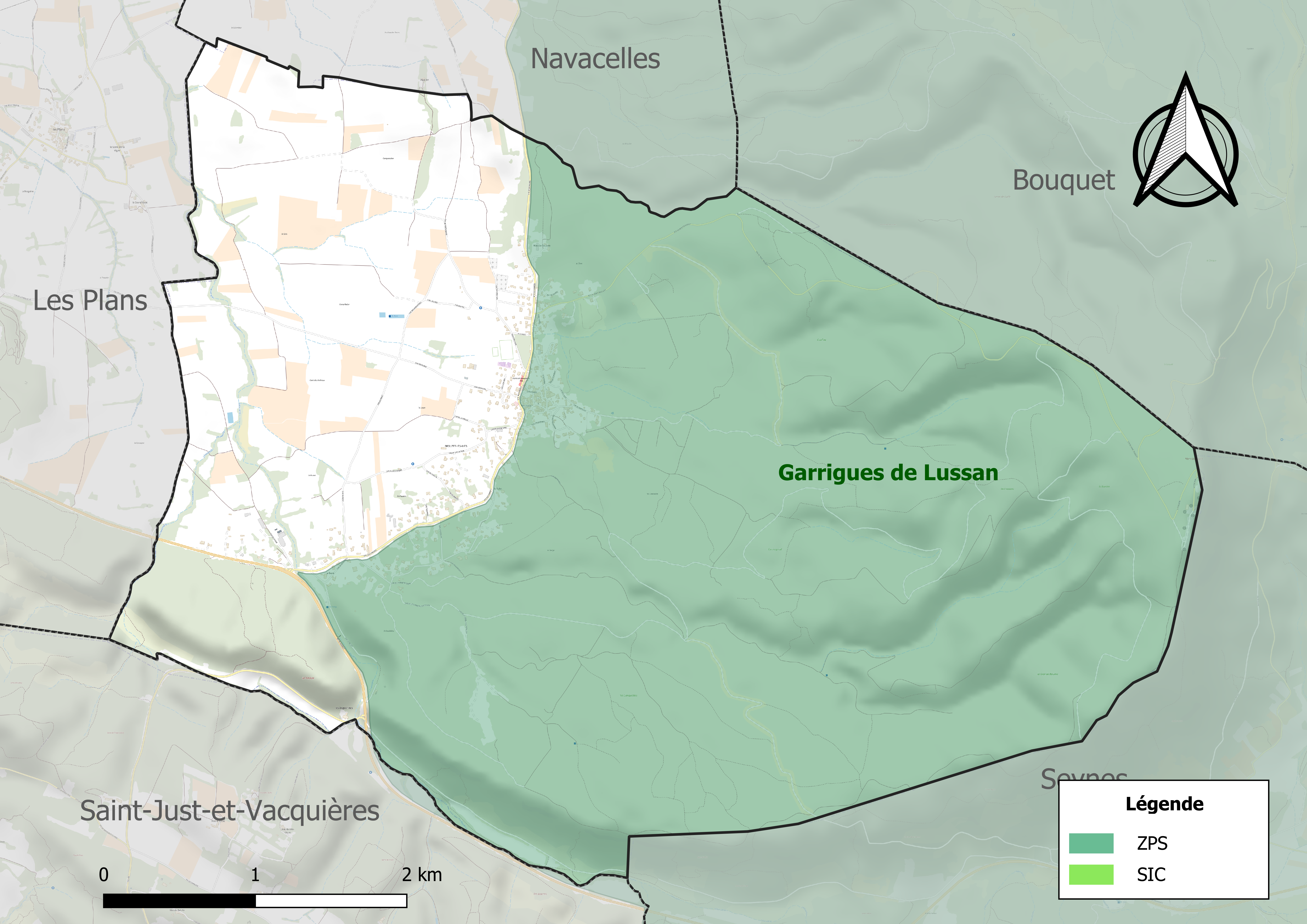
Sites Natura 2000 sur le territoire communal.

Le réseau Natura 2000 est un réseau écologique européen de sites naturels d'intérêt écologique élaboré à partir des directives habitats et oiseaux, constitué de zones spéciales de conservation (ZSC) et de zones de protection spéciale (ZPS).
Un site Natura 2000 a été défini sur la commune au titre  de la directive oiseaux : les « garrigues de Lussan », d'une superficie de 29 150 ha. Ce site abritait en 1999 un site de nidfication d'un couple de vautour percnoptère. Ce site constitue  un lien essentiel dans la petite population méditerranéenne résiduelle du Sud-Est de la France (comprenant une vingtaine de couples seulement), situé entre les noyaux d'Ardèche et Drôme-Isère, au nord, des gorges du Gardon, au sud, du Lubéron et des Alpilles, à l'est, du haut montpelliérais et des Gorges Tarn-Jonte, à l'ouest.

#### Zones naturelles d'intérêt écologique, faunistique et floristique
L’inventaire des zones naturelles d'intérêt écologique, faunistique et floristique (ZNIEFF) a pour objectif de réaliser une couverture des zones les plus intéressantes sur le plan écologique, essentiellement dans la perspective d’améliorer la connaissance du patrimoine naturel national et de fournir aux différents décideurs un outil d’aide à la prise en compte de l’environnement dans l’aménagement du territoire.
Une ZNIEFF de type 1 est recensée sur la commune :
la « serre du Mont Bouquet » (497 ha), couvrant 3 communes du département et une ZNIEFF de type 2, : 
le « plateau de Lussan et Massifs Boisés » (37 159 ha), couvrant 40 communes du département.

Carte des ZNIEFF de type 1 et 2 à Brouzet-lès-Alès.
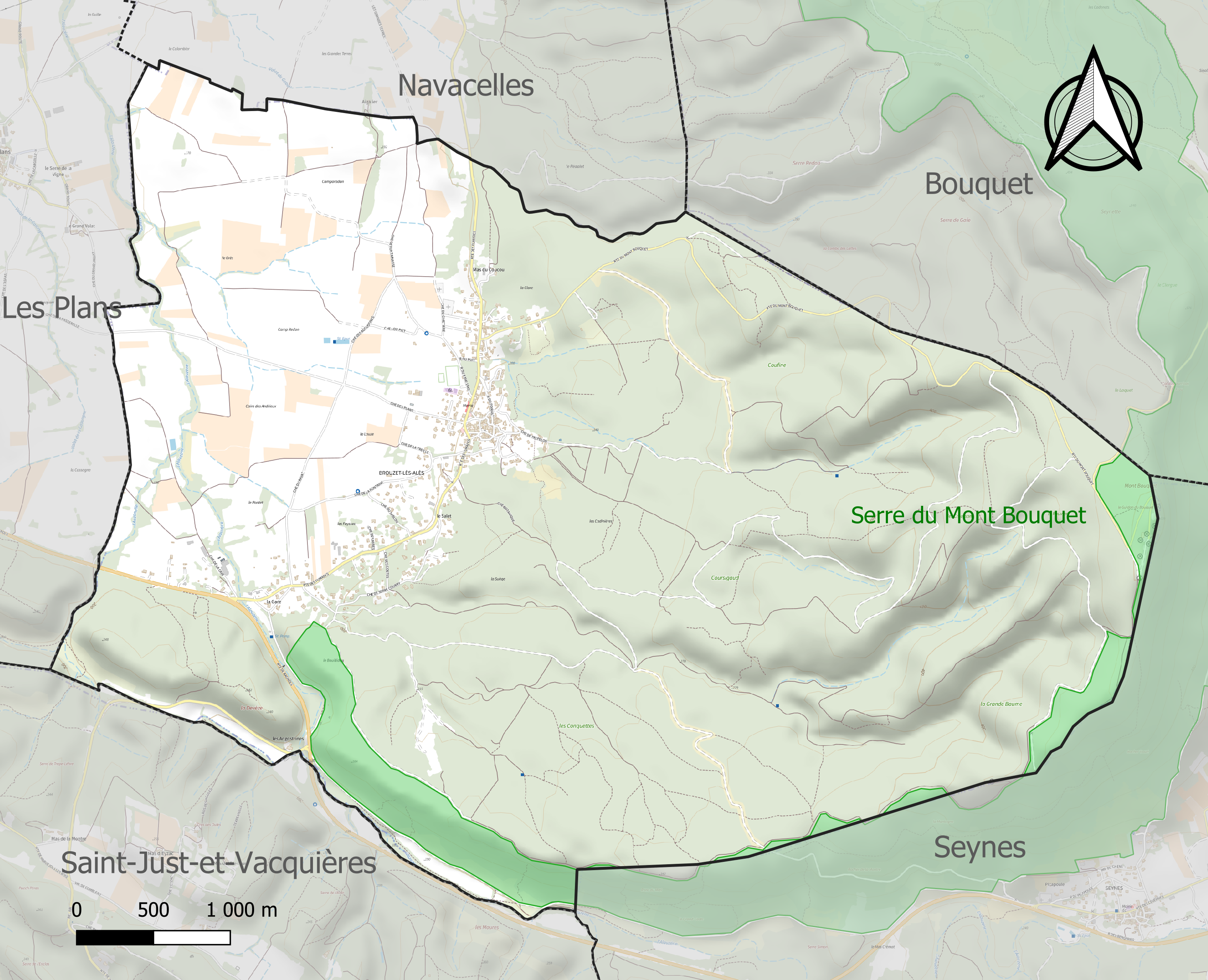
Carte de la ZNIEFF de type 1 sur la commune.
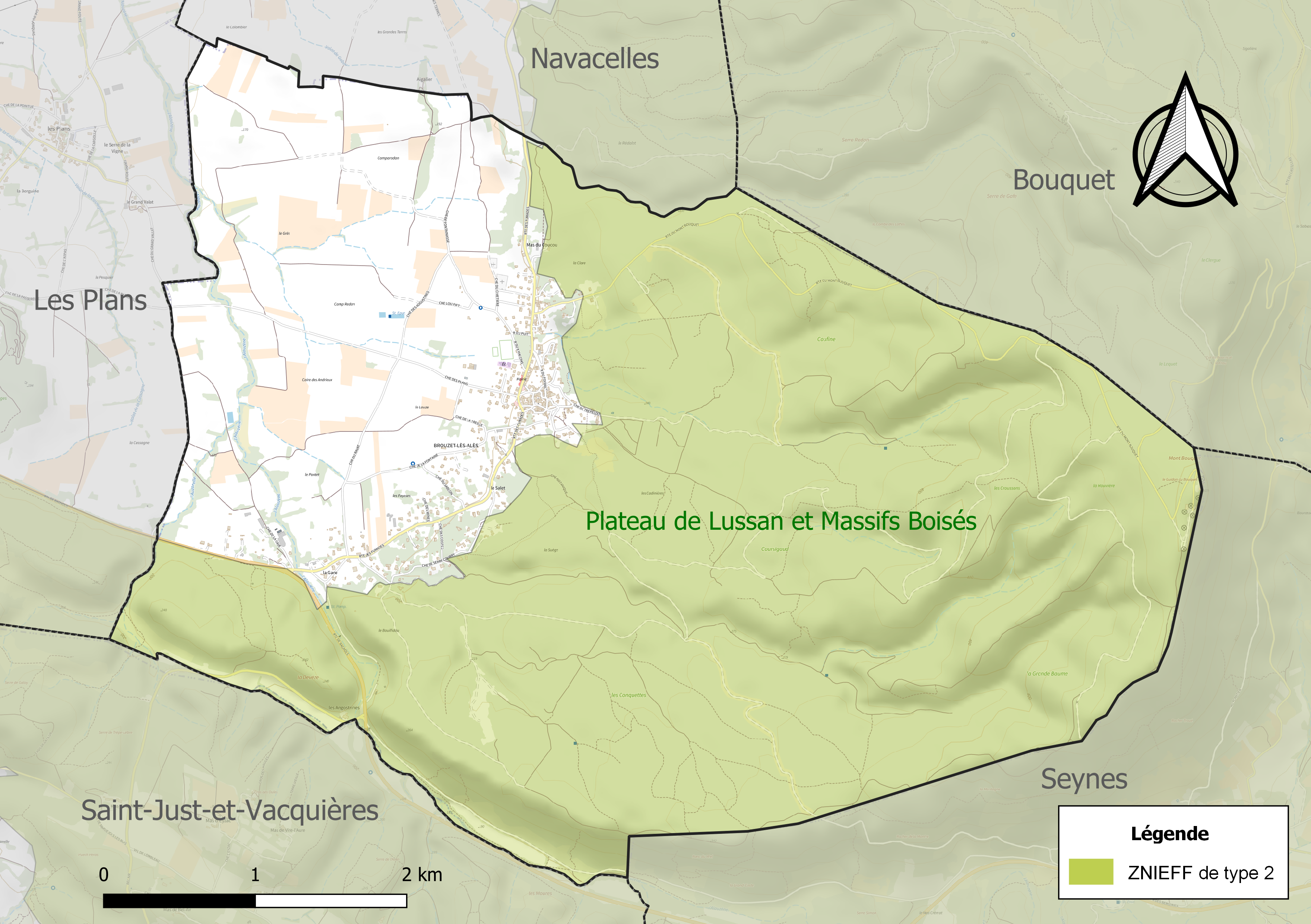
Carte de la ZNIEFF de type 2 sur la commune.

## Urbanisme

### Typologie
Au 1er janvier 2024, Brouzet-lès-Alès est catégorisée commune rurale à habitat dispersé, selon la nouvelle grille communale de densité à sept niveaux définie par l'Insee en 2022.
Elle est située hors unité urbaine. Par ailleurs la commune fait partie de l'aire d'attraction d'Alès, dont elle est une commune de la couronne,. Cette aire, qui regroupe 64 communes, est catégorisée dans les aires de 50 000 à moins de 200 000 habitants,.

### Occupation des sols
L'occupation des sols de la commune, telle qu'elle ressort de la base de données européenne d’occupation biophysique des sols Corine Land Cover (CLC), est marquée par l'importance des forêts et milieux semi-naturels (69 % en 2018), une proportion sensiblement équivalente à celle de 1990 (69,1 %). La répartition détaillée en 2018 est la suivante : forêts (64,1 %), zones agricoles hétérogènes (25,5 %), zones urbanisées (5,6 %), milieux à végétation arbustive et/ou herbacée (4,9 %). L'évolution de l’occupation des sols de la commune et de ses infrastructures peut être observée sur les différentes représentations cartographiques du territoire : la carte de Cassini (XVIIIe siècle), la carte d'état-major (1820-1866) et les cartes ou photos aériennes de l'IGN pour la période actuelle (1950 à aujourd'hui).

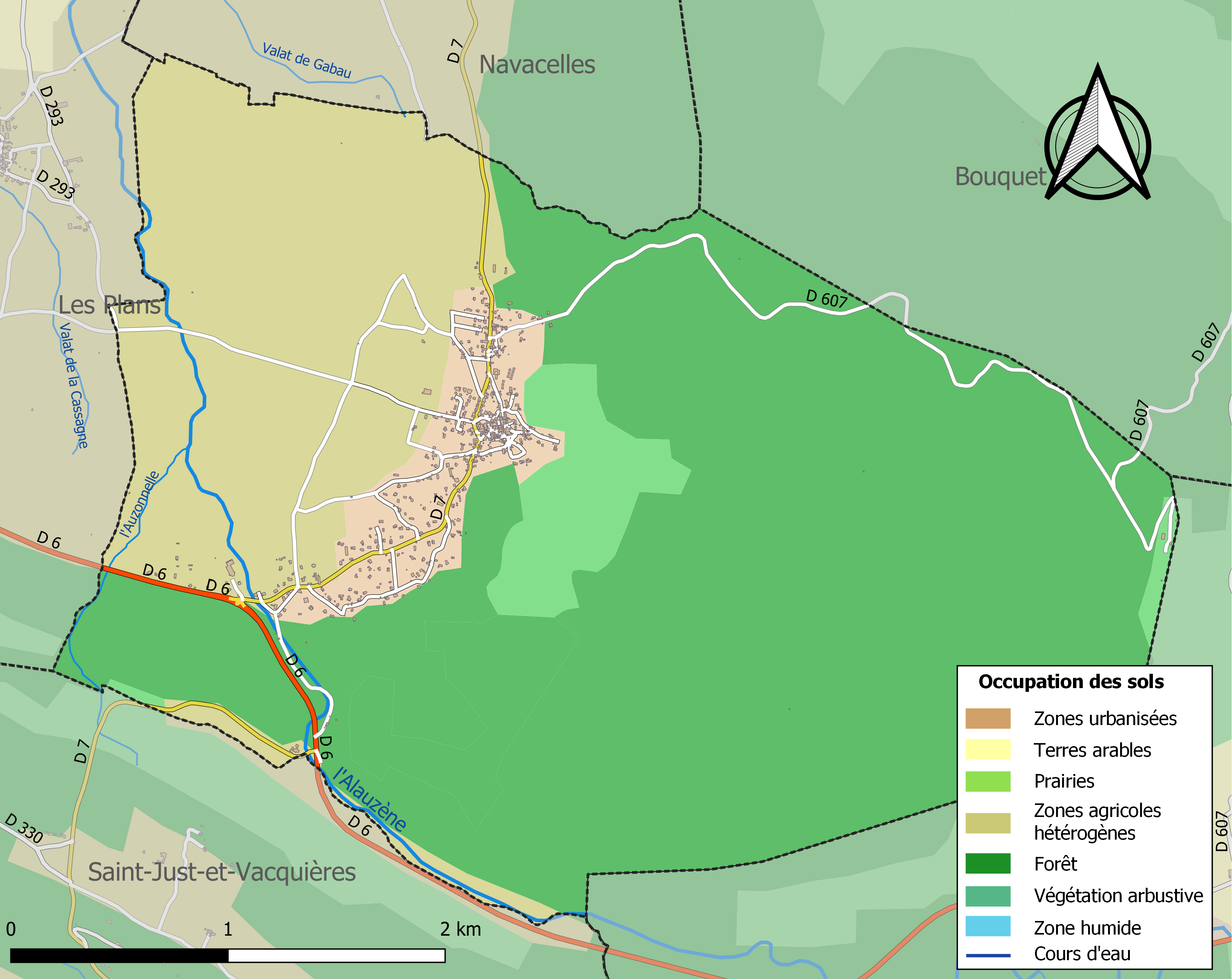
Carte des infrastructures et de l'occupation des sols de la commune en 2018 (CLC).

### Risques majeurs
Le territoire de la commune de Brouzet-lès-Alès est vulnérable à différents aléas naturels : météorologiques (tempête, orage, neige, grand froid, canicule ou sécheresse), inondations, feux de forêts, mouvements de terrains et séisme (sismicité modérée). Il est également exposé à un risque technologique, le transport de matières dangereuses. Un site publié par le BRGM permet d'évaluer simplement et rapidement les risques d'un bien localisé soit par son adresse soit par le numéro de sa parcelle.

#### Risques naturels
Certaines parties du territoire communal sont susceptibles d'être affectées par le risque d'inondation par débordement de cours d'eau et par une crue torrentielle ou à montée rapide de cours d'eau, notamment l'Alauzène. La commune a été reconnue en état de catastrophe naturelle au titre des dommages causés par les inondations et coulées de boue survenues en 1982, 1983, 1993, 1997, 2001 et 2002,.

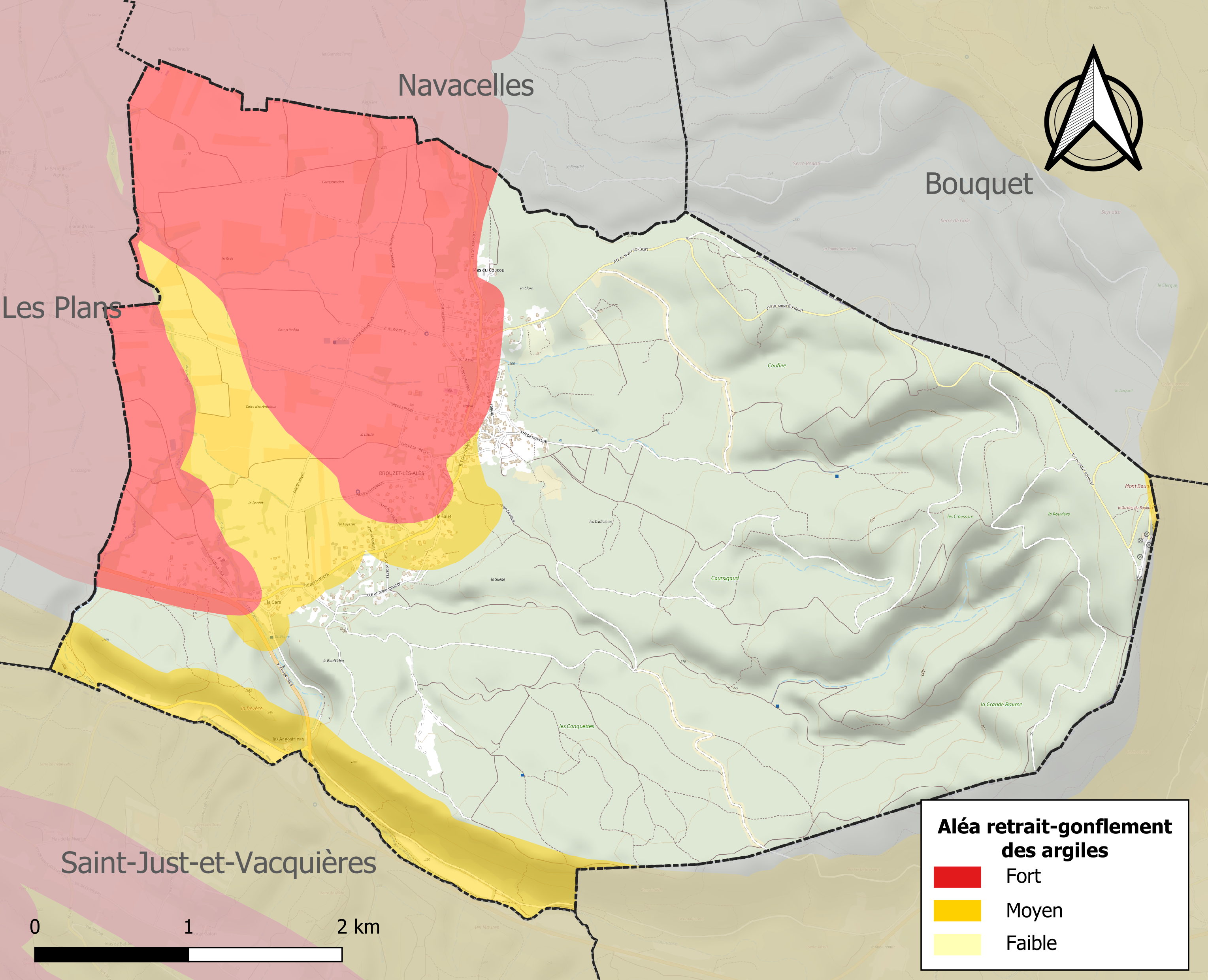
Carte des zones d'aléa retrait-gonflement des sols argileux de Brouzet-lès-Alès.

La commune est vulnérable au risque de mouvements de terrains constitué principalement du retrait-gonflement des sols argileux. Cet aléa est susceptible d'engendrer des dommages importants aux bâtiments en cas d'alternance de périodes de sécheresse et de pluie. 35,1 % de la superficie communale est en aléa moyen ou fort (67,5 % au niveau départemental et 48,5 % au niveau national). Sur les 314 bâtiments dénombrés sur la commune en 2019, 224 sont en aléa moyen ou fort, soit 71 %, à comparer aux 90 % au niveau départemental et 54 % au niveau national. Une cartographie de l'exposition du territoire national au retrait gonflement des sols argileux est disponible sur le site du BRGM,.
Par ailleurs, afin de mieux appréhender le risque d'affaissement de terrain, l'inventaire national des cavités souterraines permet de localiser celles situées sur la commune.
Concernant les mouvements de terrains, la commune a été reconnue en état de catastrophe naturelle au titre des dommages causés par la sécheresse en 2016 et 2019 et par des mouvements de terrain en 1983.

#### Risques technologiques
Le risque de transport de matières dangereuses sur la commune est lié à sa traversée par des infrastructures routières ou ferroviaires importantes ou la présence d'une canalisation de transport d'hydrocarbures. Un accident se produisant sur de telles infrastructures est en effet susceptible d’avoir des effets graves au bâti ou aux personnes jusqu'à 350 m, selon la nature du matériau transporté. Des dispositions d’urbanisme peuvent être préconisées en conséquence.

## Histoire

### Préhistoire et antiquité
La situation géographique de Brouzet et du mont Bouquet permettait à la fois la surveillance d'une zone très importante et le contrôle du passage au défilé des Angoustrines (secteur étroit sur la route d'Alès à Bagnols-sur-Cèze). À cet endroit, une enceinte semi-circulaire appelée Lampare a décelé de nombreux débris de poteries ou de marbre. En direction de Navacelles, c'est la présence de tombes et de fragments qui prouverait l'existence d'un ancien village gaulois (oppidum du Rédalet). Ainsi, depuis les tombes datant du mégalithique découvertes sur les flancs du mont Bouquet, des dolmens et des cavités riches en fragments divers jusqu'aux vestiges gallo-romains de la région, Brouzet-lès-Alès occupe une situation privilégiée.

## Politique et administration

### Rattachements électoraux
Pour l'élection des députés, elle fait partie de la quatrième circonscription du Gard.

### Tendances politiques et résultats

#### Liste des maires
| Période                                  | Période  | Identité       | Étiquette | Qualité                                                                           |
| ---------------------------------------- | -------- | -------------- | --------- | --------------------------------------------------------------------------------- |
| 2001                                     | 2008     | Pierre Redarès | SE        |                                                                                   |
| 2008                                     | En cours | Jacques Boudet | DVG       | Retraité Fonction publique Président de la Communauté de communes du Mont Bouquet |
| Les données manquantes sont à compléter. |          |                |           |                                                                                   |

## Population et société

### Démographie
L'évolution du nombre d'habitants est connue à travers les recensements de la population effectués dans la commune depuis 1793. Pour les communes de moins de 10 000 habitants, une enquête de recensement portant sur toute la population est réalisée tous les cinq ans, les populations de référence des années intermédiaires étant quant à elles estimées par interpolation ou extrapolation. Pour la commune, le premier recensement exhaustif entrant dans le cadre du nouveau dispositif a été réalisé en 2004.

En 2022, la commune comptait 681 habitants, en évolution de +6,91 % par rapport à 2016 (Gard : +2,97 %, France hors Mayotte : +2,11 %).
| 1793 | 1800 | 1806 | 1821 | 1831 | 1836 | 1841 | 1846 | 1851 |
| ---- | ---- | ---- | ---- | ---- | ---- | ---- | ---- | ---- |
| 379  | 305  | 275  | 307  | 440  | 467  | 448  | 515  | 469  |

| 1856 | 1861 | 1866 | 1872 | 1876 | 1881 | 1886 | 1891 | 1896 |
| ---- | ---- | ---- | ---- | ---- | ---- | ---- | ---- | ---- |
| 469  | 479  | 473  | 473  | 467  | 466  | 543  | 518  | 537  |

| 1901 | 1906 | 1911 | 1921 | 1926 | 1931 | 1936 | 1946 | 1954 |
| ---- | ---- | ---- | ---- | ---- | ---- | ---- | ---- | ---- |
| 477  | 435  | 453  | 404  | 390  | 370  | 348  | 395  | 320  |

| 1962 | 1968 | 1975 | 1982 | 1990 | 1999 | 2004 | 2006 | 2009 |
| ---- | ---- | ---- | ---- | ---- | ---- | ---- | ---- | ---- |
| 319  | 342  | 343  | 348  | 392  | 436  | 517  | 555  | 601  |

| 2014 | 2019 | 2022 | - | - | - | - | - | - |
| ---- | ---- | ---- | - | - | - | - | - | - |
| 642  | 671  | 681  | - | - | - | - | - | - |

## Économie

### Revenus
En 2018  (données Insee publiées en septembre 2021), la commune compte 286 ménages fiscaux, regroupant 639 personnes. La médiane du revenu disponible par unité de consommation est de 21 880 € (20 020 € dans le département).

### Emploi
|                | 2008   | 2013   | 2018 |
| -------------- | ------ | ------ | ---- |
| Commune        | 8,8 %  | 10,6 % | 9 %  |
| Département    | 10,6 % | 12 %   | 12 % |
| France entière | 8,3 %  | 10 %   | 10 % |

En 2018, la population âgée de 15 à 64 ans s'élève à 384 personnes, parmi lesquelles on compte 80,8 % d'actifs (71,8 % ayant un emploi et 9 % de chômeurs) et 19,2 % d'inactifs,. En  2018, le taux de chômage communal (au sens du recensement) des 15-64 ans est inférieur à celui de la France et du département, alors qu'en 2008 il était supérieur à celui de la France.
La commune fait partie de la couronne de l'aire d'attraction d'Alès, du fait qu'au moins 15 % des actifs travaillent dans le pôle,. Elle compte 77 emplois en 2018, contre 61 en 2013 et 60 en 2008. Le nombre d'actifs ayant un emploi résidant dans la commune est de 280, soit un indicateur de concentration d'emploi de 27,6 % et un taux d'activité parmi les 15 ans ou plus de 57,3 %.
Sur ces 280 actifs de 15 ans ou plus ayant un emploi, 44 travaillent dans la commune, soit 16 % des habitants. Pour se rendre au travail, 92,3 % des habitants utilisent un véhicule personnel ou de fonction à quatre roues, 0,4 % les transports en commun, 3,6 % s'y rendent en deux-roues, à vélo ou à pied et 3,9 % n'ont pas besoin de transport (travail au domicile).

### Activités hors agriculture
55 établissements sont implantés  à Brouzet-lès-Alès au 31 décembre 2019. Le tableau ci-dessous en détaille le nombre par secteur d'activité et compare les ratios avec ceux du département,.
| Secteur d'activité                                                                                        | Commune | Commune | Département |
| Secteur d'activité                                                                                        | Nombre  | %       | %           |
| --- | ------- | ------- | ----------- |
| Ensemble                                                                                                  | 55      | 100 %   | (100 %)     |
| Industrie manufacturière, industries extractives et autres                                                | 6       | 10,9 %  | (7,9 %)     |
| Construction                                                                                              | 18      | 32,7 %  | (15,5 %)    |
| Commerce de gros et de détail, transports, hébergement et restauration                                    | 11      | 20 %    | (30 %)      |
| Information et communication                                                                              | 1       | 1,8 %   | (2,2 %)     |
| Activités financières et d'assurance                                                                      | 1       | 1,8 %   | (3 %)       |
| Activités immobilières                                                                                    | 1       | 1,8 %   | (4,1 %)     |
| Activités spécialisées, scientifiques et techniques et activités de services administratifs et de soutien | 6       | 10,9 %  | (14,9 %)    |
| Administration publique, enseignement, santé humaine et action sociale                                    | 5       | 9,1 %   | (13,5 %)    |
| Autres activités de services                                                                              | 6       | 10,9 %  | (8,8 %)     |

Le secteur de la construction est prépondérant sur la commune puisqu'il représente 32,7 % du nombre total d'établissements de la commune (18 sur les 55 entreprises implantées  à Brouzet-lès-Alès), contre 15,5 % au niveau départemental.

### Agriculture
|               | 1988 | 2000 | 2010 | 2020 |
| ------------- | ---- | ---- | ---- | ---- |
| Exploitations | 17   | 11   | 1    | 2    |
| SAU (ha)      | 321  | 184  | 67   | 120  |

La commune est dans les Garrigues, une petite région agricole occupant le centre du département du Gard. En 2020, l'orientation technico-économique de l'agriculture  sur la commune est l'exploitation de grandes cultures (hors céréales et oléoprotéagineuses). Deux exploitations agricoles ayant leur siège dans la commune sont dénombrées lors du recensement agricole de 2020 (17 en 1988). La superficie agricole utilisée est de 120 ha,,.

## Culture locale et patrimoine

### Édifices civils
- Le monument aux morts 14-18[28].

### Édifices religieux
- Église Saint-Simon de Brouzet-lès-Alès. Celle-ci comporte une copie d'une fresque peinte sur un mur de l'église de la Trinité-des-Monts à Rome. Le pape Pie IX, en découvrant cette fresque, s'était écrié « Mater Admirabilis ! » (Quelle Mère Admirable). Ce tableau représente la Vierge filant avec sa quenouille, avant l'Annonciation. Elle est à l'origine de la statue qui trône sur le Mont Bouquet. Pendant longtemps, elle restera un lieu de pèlerinage, avec les fidèles montant à pied depuis Brouzet. Un culte perpétué sur la Mère Admirable qui protège la région.
- Chapelle Notre-Dame du Mont Bouquet de Brouzet-lès-Alès.
- Temple protestant de Brouzet-lès-Alès.
- Auditoire Saint-Simon.

### Patrimoine environnemental
- Le mont Bouquet domine directement la commune à l'est.

### Personnalités liées à la commune
- Chanoine Afflalet, prêtre à Brouzet, auteur d'un livre sur Brouzet et en particulier sur la statue de la Madone érigée sur le mont Bouquet.

## Héraldique
| Blason de Brouzet-lès-Alès | Blason  | De sinople au chef losangé d'argent et d'azur. |
| Blason de Brouzet-lès-Alès | Détails |                                                |